# Rhinolophus formosae
Rhinolophus formosae е вид бозайник от семейство Подковоносови (Rhinolophidae). Видът е почти застрашен от изчезване.

## Разпространение
Разпространен е в Провинции в КНР и Тайван.